# Kapelle der Milchgrotte

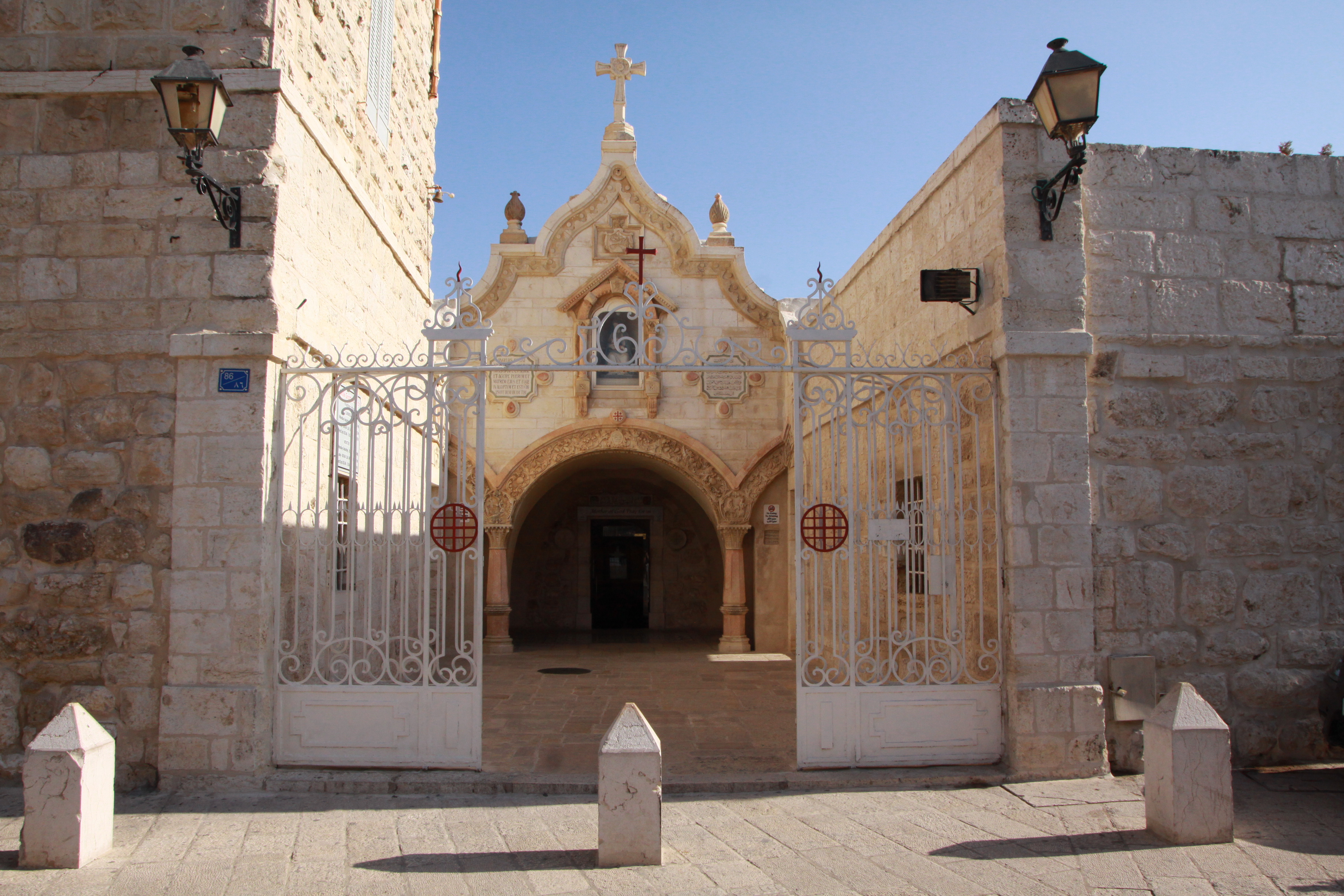
Eingang zur Kapelle der Milchgrotte

Die Kapelle der Milchgrotte ist eine Kapelle in der Stadt Bethlehem im Westjordanland.

## Lage
Die Kapelle liegt in der Altstadt von Bethlehem südlich der an die Geburtskirche angrenzenden Gärten auf der Südseite der Milchgrottenstraße.

## Geschichte
Beim Kindermord in Bethlehem soll die Heilige Familie auf ihrer Flucht nach Ägypten sich an dieser Stelle in einer Grotte versteckt haben. Während Maria ihr Kind stillte, sollen ein paar Tropfen Milch auf den Höhlenboden gefallen sein, der sich daraufhin weiß verfärbte. Daher wird die Höhle „Milchgrotte“ genannt.
Die Grotte ist Ziel von Pilgern, besonders von kinderlosen Frauen, werdenden Müttern oder Paaren, die hier um Fruchtbarkeit oder eine glückliche Geburt beten. Ab dem 7. Jahrhundert brachten Pilger Fragmente der Kapelle als sogenannte Marienmilch-Reliquien in Form von pulverisiertem Gestein nach Europa. Von Papst Gregor XI. wurde der Ort im Jahr 1375 als heilige Stätte anerkannt. Über der Grotte wurde im 5. Jahrhundert eine byzantinische Kirche errichtet. An ihrer Stelle erbauten die Franziskaner 1872 die heutige Kapelle. Im Hof der Kapelle sind noch farbige Mosaikfußbodenreste des Vorgängerbaus zu sehen. Es wird berichtet, dass die palästinensische Heilige Maria Alfonsina Ghattas um 1874 in der Kapelle eine zweite Marienerscheinung hatte.

## Beschreibung
Die Kapelle hat eine offene Vorhalle mit einem von zwei Säulen getragenen Bogen und einem geschwungenen Giebel. Hinter der Eingangstür führt eine Treppe in die Grotte und die unterirdische Kapelle hinunter.
Der Altarraum der Kapelle liegt in der Grotte, ihr Volksraum ist daran nach Westen angebaut. Es ist ein etwa quadratischer Raum mit einem Mittelpfeiler und vier Kreuzgratgewölben. In den Scheitelpunkten der Gewölbe sorgen Fenster für Lichteinfall in die Kapelle.
In einer natürlichen Nische der Höhlenwand zeigt eine Figurengruppe die Heilige Familie auf ihrer Flucht nach Ägypten. Ein Gemälde am hinteren Ende der Grotte seitlich des Altarraums stellt die ihr Kind stillende Maria (Maria lactans) dar.

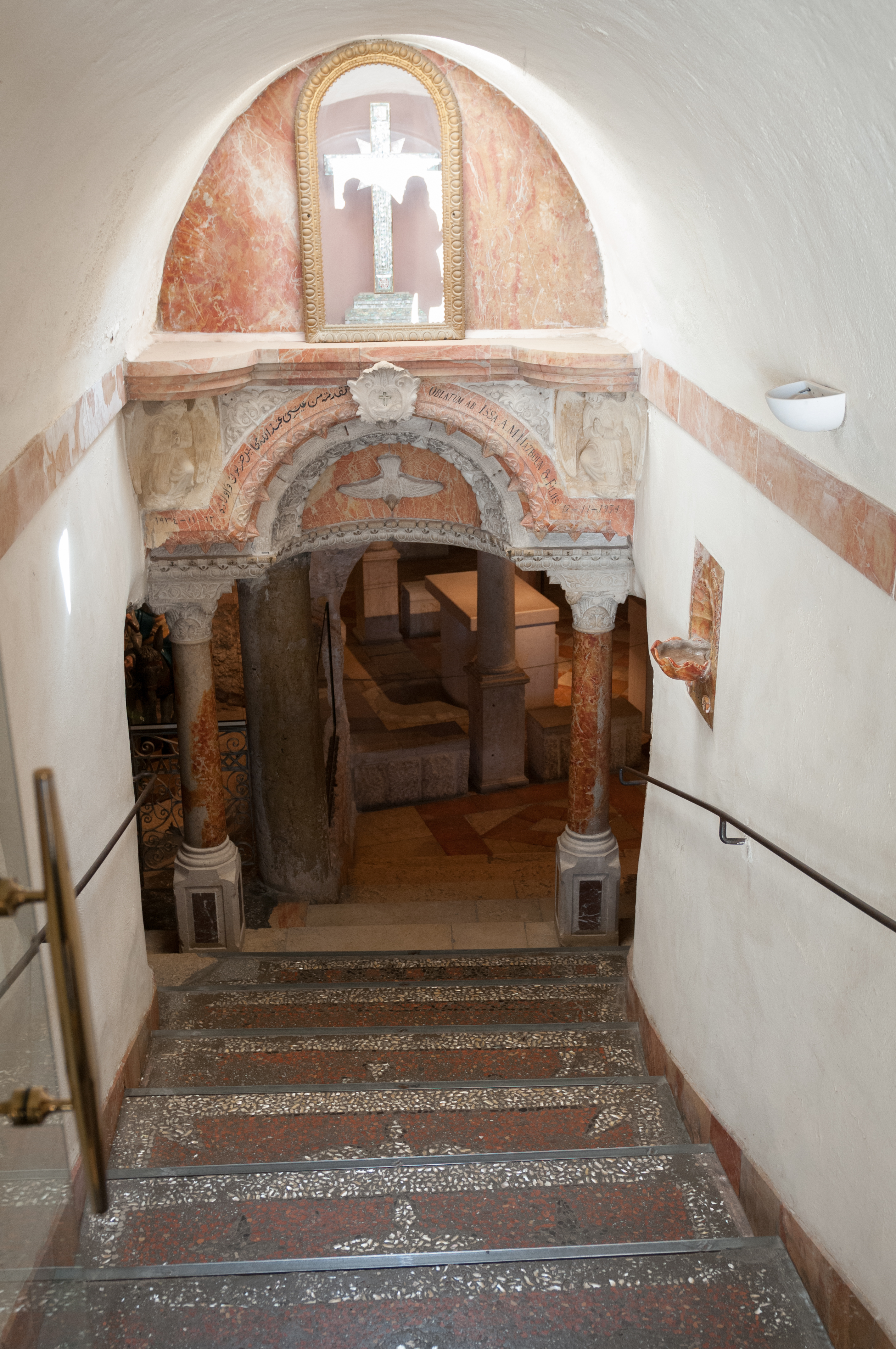
Treppe zur Kapelle
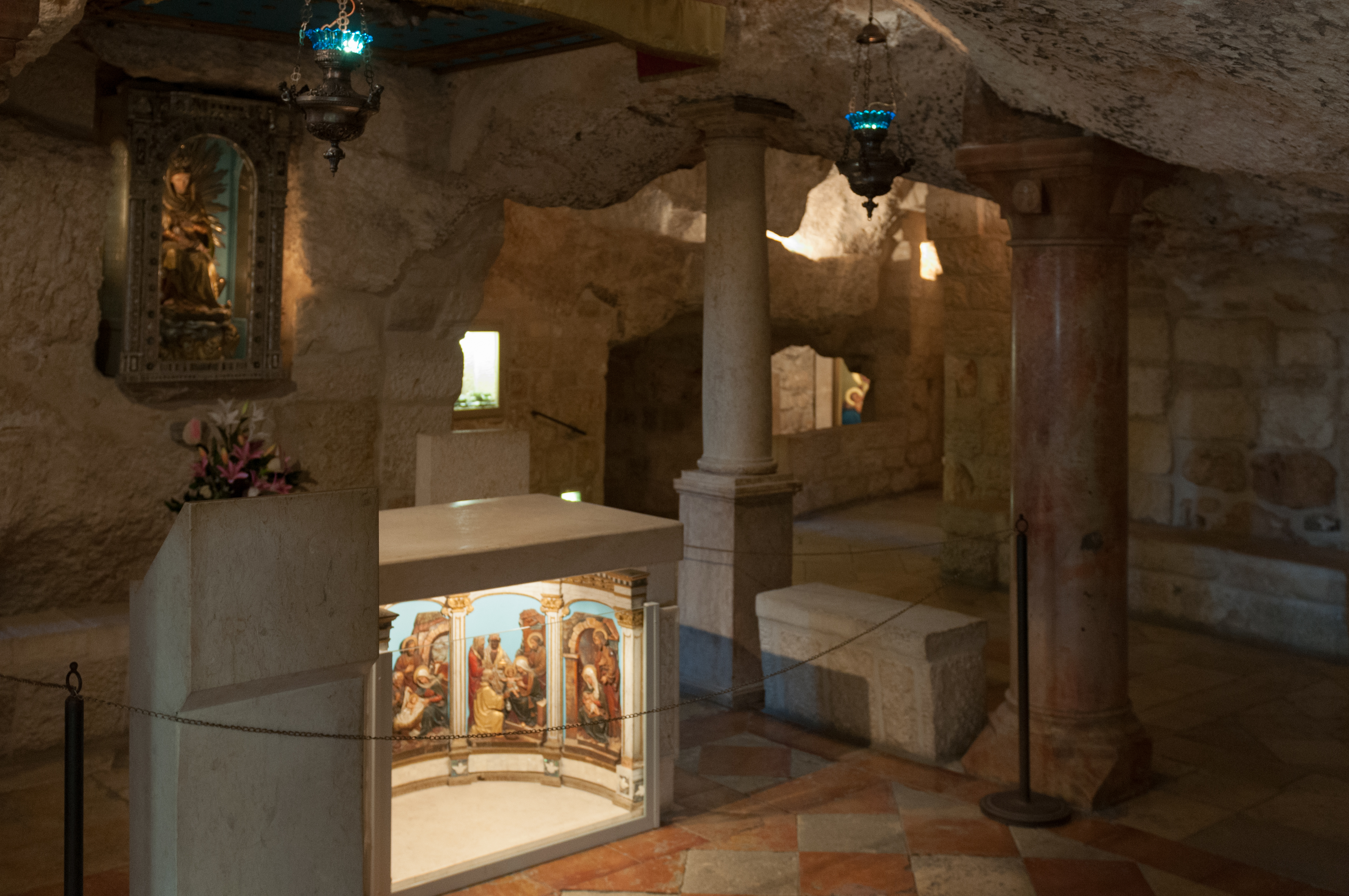
Altarraum
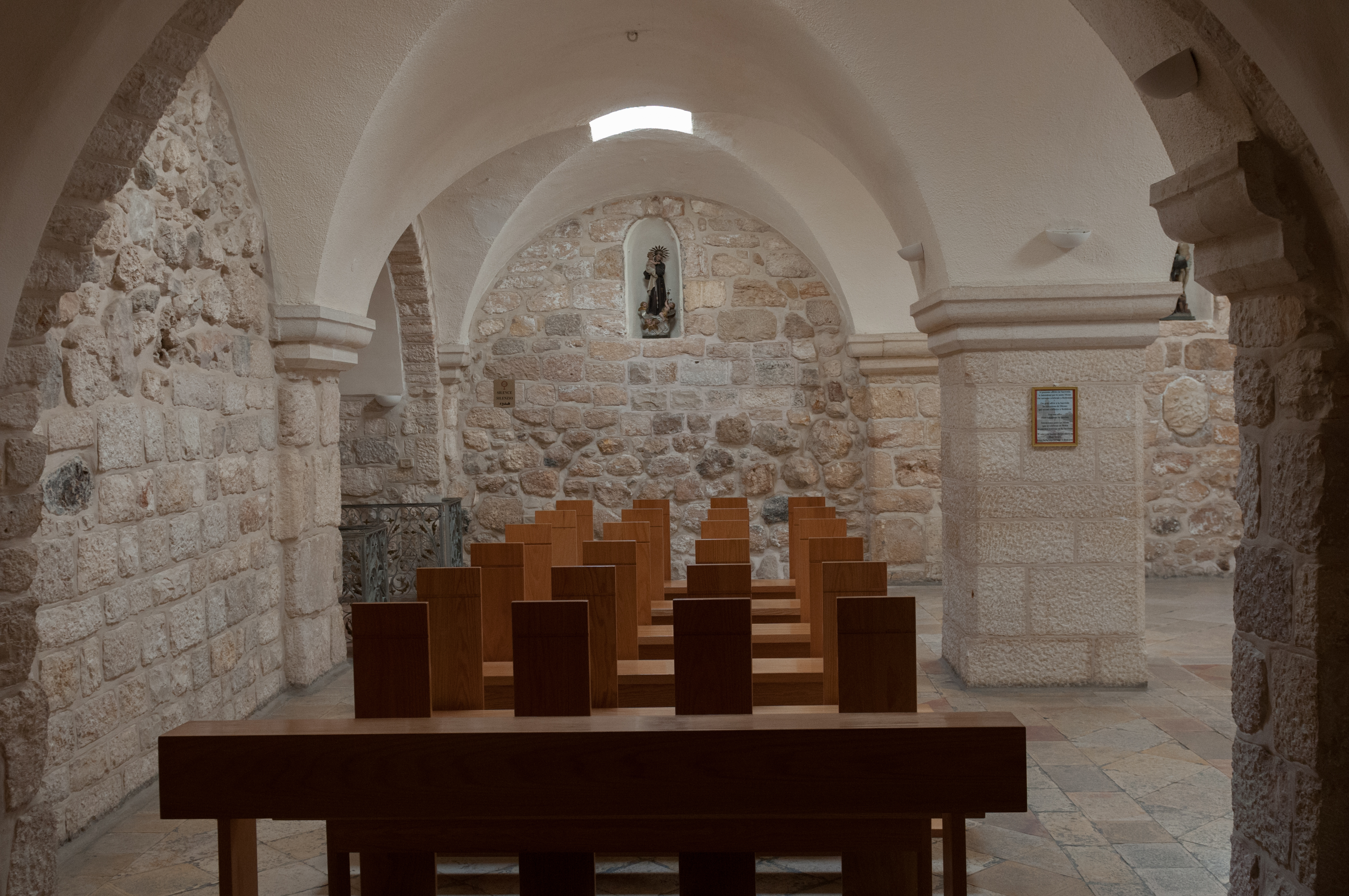
Volksraum
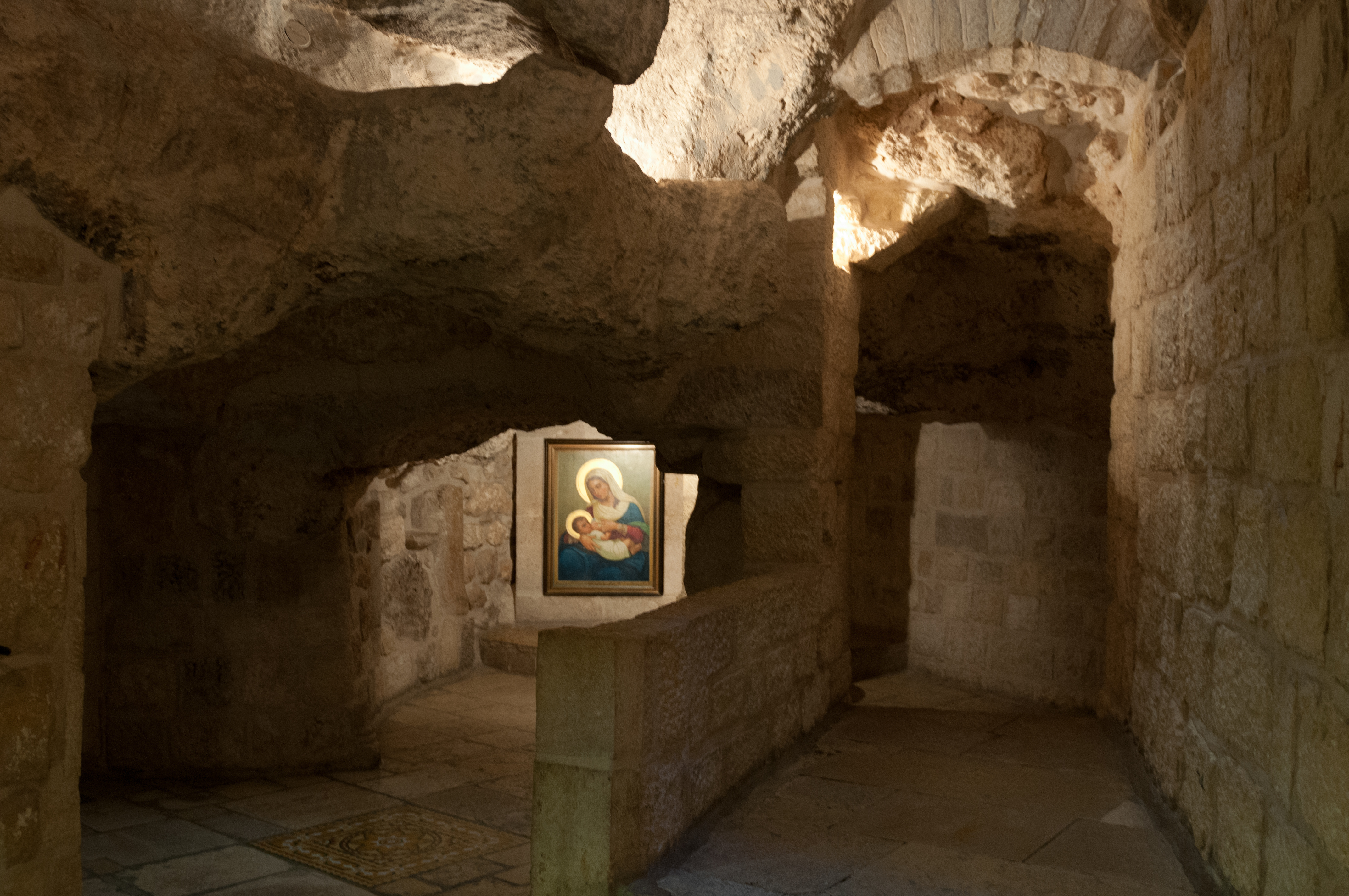
Maria lactans